# 8719 Vesmír
8719 Vesmír eller 1995 VR är en asteroid i huvudbältet som upptäcktes den 11 november 1995 av Kleť-observatoriet i Tjeckien. Den är uppkallad efter den tjeckiska vetenskapstidskriften 	Vesmír.
Asteroiden har en diameter på ungefär 6 kilometer och den tillhör asteroidgruppen Eunomia.